# International Federation of Sport Climbing

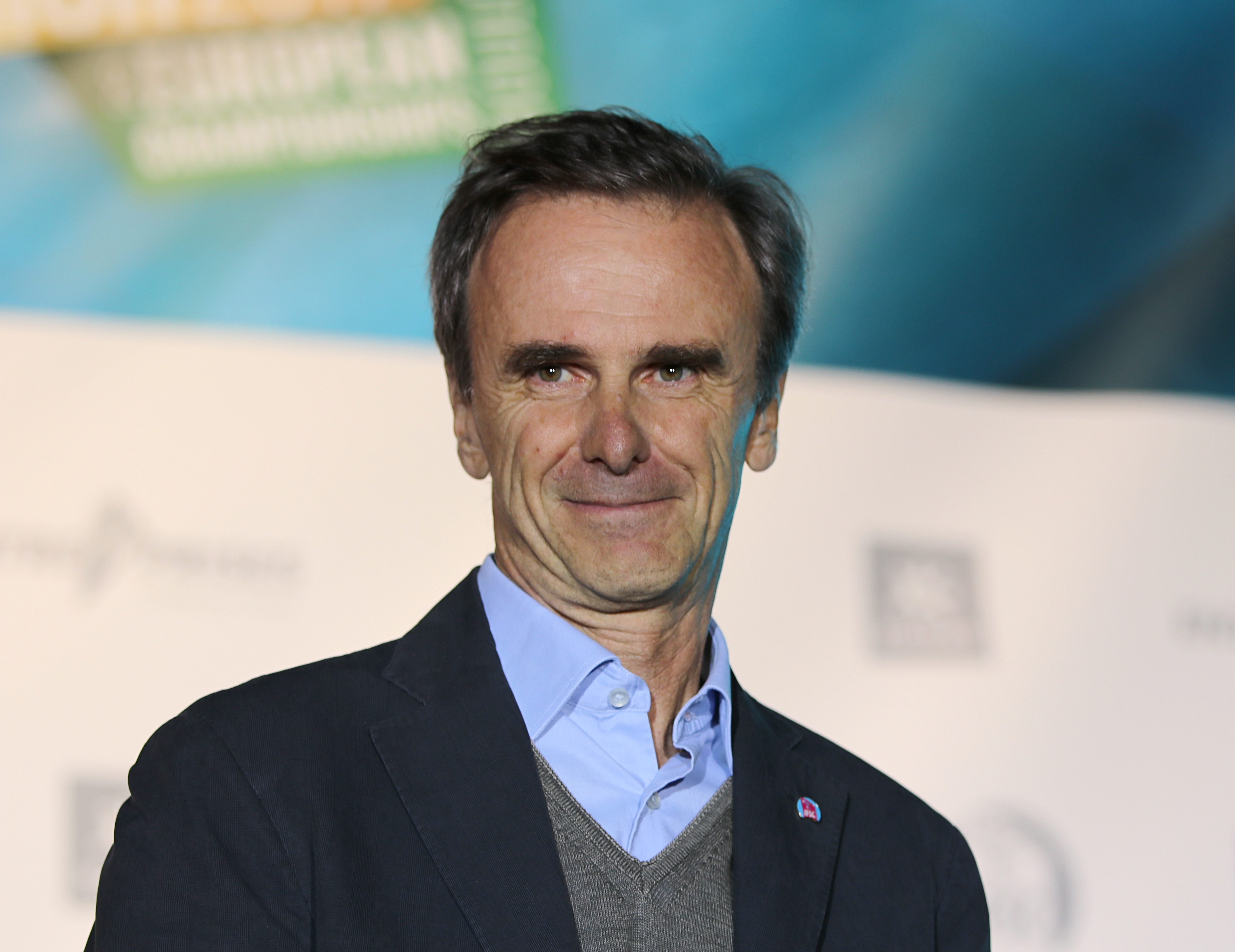
Präsident Marco Scolaris, 2017

Die International Federation of Sport Climbing, abgekürzt IFSC, ist der internationale Fachverband für das Wettkampfklettern innerhalb des Sportkletterns, welches die drei Disziplinen Schwierigkeitsklettern (Synonyme: Lead, Difficulty, On-Sight), Speedklettern und Bouldern beinhaltet. Neben der Wettkampfausrichtung gehören auch das Führen internationaler Rankings, das Herausgeben aktualisierter Regelwerke und der Kampf gegen das Doping zu den Aufgaben des Verbandes. Die am 27. Januar 2007 gegründete Organisation ist der Nachfolger des 1997 von der Union Internationale des Associations d’Alpinisme (UIAA) eingerichteten International Council for Competition Climbing (ICC) und der erste von der UIAA völlig unabhängige, offizielle internationale Wettkampfkletterverband. Seit der Gründung wuchs der Bestand an Mitgliedern von 48 auf 64 nationale Sportkletterverbände. Dazu kommen weitere 11 nationale und 3 regionale Sportkletterverbände als assoziierte Mitglieder und 3 mit der IFSC verbundene Sportkletterverbände mit Beobachterstatus. Die IFSC war seit 2007 vorläufig und ist seit 2010 endgültig vom IOC anerkannt und seit 2007 Mitglied der General Association of International Sports Federations (GAISF, 2009 umbenannt in SportAccord).
Die IFSC veranstaltet in den drei Wettkampfdisziplinen sowie in der Disziplin Paraclimbing zweijährlich stattfindende Weltmeisterschaften und Weltjugendmeisterschaften sowie jährlich eine Serie von Weltcup-Veranstaltungen. Des Weiteren betreut die IFSC die Kletterwettbewerbe im Rahmen der alle vier Jahre ausgetragenen World Games für nichtolympische Sportarten. Das IOC beschloss am 4. August 2016, dass Sportklettern eine olympische Sportart bei den Olympischen Sommerspielen 2020 in Tokio sein wird.